# مدينة المحتال (فلم)
مدينة المحتال (بالإنجليزية: Rogue City) (بالفرنسية: Bronx) فيلم دراما، وجريمة، واكشن فرنسي لعام 2020  من إخراج وكتابة أوليفييه مارشال، وبطولة لانيك جوتري، وستانيسلاس مرهار، وديفيد بيل، وكاريس. يتبع الفيلم شرطي مخلص يقع في خضم فساد الشرطة، وعصابات مارسيليا المتحاربة، ويجب عليه أن يحمي فرقته، ويتولى زمام الأمور. صدر الفيلم على منصة نتفليكس في 30 أكتوبر 2020.

## طاقم التمثيل
لانيك جوتري: في دور ريتشارد فرونسكي
ستانيسلاس مرهار: في دور ويلي كابيليان
كاريس: في دور ماكس بومونت
ديفيد بيل: في دور زاك داماتو
باتريك كاتاليفو: في دور جورج كامبانا
جان رينو: في دور ملاك ليونيتي
موسى معسكري: في دور ماريو كوستا
كلوديا كاردينالي: في دور كاتارينا باستياني
كاثرين مارشال: في دور كاتيا دي فريندت
فرانسيس رينو: في دور فرانك نادال
إريكا سانت: في دور زوي فرونسكي
أمبر بيتري: في دور ساشا كابيليان
جين بورنود: في دور هيلين ليتفاك
باربرا أوبسومر: في دور مانون ليونيتي
جيرارد لانفين: في دور بول مارانزانو
إريك إيبواني: في دور ستيفان يانكوفيتش

## ملخص أحداث الفيلم
ريتشارد فرونسكي هو عضو في لواء مكافحة العصابات، وعلى الرغم من أنه قد يستخدم بعض الأساليب غير التقليدية، إلا أنه يحصل على النتائج التي يحتاجها. يصبح التنافس بين العصابات في مرسيليا أكثر فوضوية وعنفًا، ومع كل يوم يمر، يتعين على رجال الشرطة بذل قصارى جهدهم حتى لا تتشابك حياتهم الشخصية مع مهنتهم الخطرة. يحيط برجال الشرطة، الفساد والخداع، على الرغم من أن فرونسكي يبذل قصارى جهده لحماية زملائه في الفريق، إلا أن عواقب أفعالهم قد تكلفهم حياتهم.

## الإنتاج والإصدار
تم الإعلان عن الفيلم في مايو 2019، مع انضمام جان رينو، ولانيك غوتري، وستانيسلاس مرهار، وديفيد بيل إلى فريق التمثيل. بدأ التصوير في شهر سبتمبر في جنوب فرنسا، وصدر الفيلم رقمياً على شبكة نتفليكس في 30 أكتوبر 2020. كان الفيلم وفي نهاية الأسبوع الأولى، ثاني أكثر الأفلام التي يتم بثها على الموقع.

## استقبال الفيلم
كتبت إليزابيث فينسينتيللي، من صحيفة نيويورك تايمز، مراجعة سلبية عن الفيلم، حيث كتبت: «سيكون من الصعب بيع رجال شرطة عنيفين ومخالفين للقانون في أي وقت، لكن» مدينة المحتال«غافلة عن السياق المتغير المحيط بقصصهم».
كتب جيم ماكلينان على موقع فيلم بليتز: «فشل المخرج مارشال في تحديد أي سبب معين يجعلنا نهتم بأي من الأبطال، لأنهم لا يمكن تمييزهم أخلاقياً عن الخصوم، على الأقل في أفعالهم. إنه لا يقوم بعمل أفضل من إظهار فرونسكي وطاقمه على أنهم يقومون بأشياء سيئة لسبب وجيه. حتى عندما يظهر جان رينو، كرئيس جديد للشرطة، فإن إحساسك بالأخلاق يتحول بلا هوادة إلى حالة من عدم الثقة المطلق، وأنت تنتظر الكشف الحتمي»، ومنح الفيلم تقييم (C).
كتب موقع أكشن اليت: «يبدو الفيلم رائعًا والحركة سلسة ومتماسكة».
كتب موقع ريدي ستيدي كات: «يمكن أن يطمئن المشاهد إلى أنه لن يشعر بالملل عندما يختار هذا الفيلم للمشاهدة ليلاً».
كتب نيكولاس جيلي على موقع فيوريوسا الفرنسي: «وضعت نتفليكس يديها على فيلم تشويق عالي الجودة، ويحمل التفرد الذي عفا عليه الزمن الآن لمؤلفه».
كتب إريك فان كوتسيم على الموقع الفرنسي سينوبسيس: «أوليفييه مارشال هو هذا الشرطي السابق الذي تم تحويله إلى السينما (كممثل ثم كمخرج)، والذي اختار أن يصف الشرطة على أنها رجال عصابات تائبين أكثر من كونها ضباط شرطة مكتملين... مارشال يعطي فيلمًا متذبذبًا بدون عواطف، وهو يأخذنا من مسار إلى آخر متابعين المحققين أو البلطجية دون أن ينجح أبدًا في إشراك المتفرج حقًا».

## روابط خارجية
- مقالات تستعمل روابط فنية بلا صلة مع ويكي بيانات